# Probstheida
Probstheida ist ein Stadtteil im Südosten Leipzigs. Nach der kleinräumigen Gliederung der Stadt von 1992 ist es gleichzeitig ein Ortsteil im Stadtbezirk Südost.
Bis zum 1. Januar 1910 war Probstheida eine selbständige Gemeinde.

## Lage
Probstheida liegt an der von Leipzig nach Grimma führenden Straße (Prager Straße (S 38), bis 1949 Preußenstraße, bis 1991 Leninstraße), fünf Kilometer südöstlich vom Stadtzentrum entfernt.
Die Grenze des Stadtteils (im Sinne der früheren Gemeinde und bis heute bestehenden Gemarkung) bildet im Norden der Wilhelm-Külz-Park vor dem Völkerschlachtdenkmal (letzteres befindet sich also in Probstheida) und die Ludolf-Colditz-Straße bis zum Gustav-Schwabe-Platz (die Gletschersteinpyramide befindet sich aber schon in Stötteritz), im Nordosten die Naunhofer Straße bis zur Östlichen Rietzschke, welche dann die östliche Grenze zu Zuckelhausen darstellt. Weiter geht die Grenze über Feldflur bis zur Einmündung der Hölty- in die Prager Straße. Hölty- und Gorbitzer Straße bilden die Südgrenze zu Meusdorf bzw. Dösen. Die Westgrenze verläuft am Erholungspark Lößnig-Dölitz und der Ostseite des Südfriedhofs (jenseits davon liegt Marienbrunn) bis zur Straße An der Tabaksmühle.
Der in der kommunalen Gebietsgliederung von 1992 zu statistisch-administrativen Zwecken festgelegte Ortsteil ist nicht ganz mit der Gemarkung der früheren Gemeinde Probstheida deckungsgleich. Nach der neueren Gliederung gehört das Wohngebiet um den Wasserturm und die Kommandant-Prendel-Allee, das eigentlich auf Probstheidaer Flur liegt, bereits zum Ortsteil Stötteritz. Im Gegenzug wurde der Wilhelm-Külz-Park, der historisch größtenteils auf Thonberger Flur liegt, dem Ortsteil Probstheida zugeschlagen.
Die benachbarten Ortsteile sind, im Uhrzeigersinn im Norden beginnend, Stötteritz, Holzhausen, Meusdorf, Dölitz-Dösen, Lößnig, Marienbrunn und Zentrum-Südost.

## Geschichte

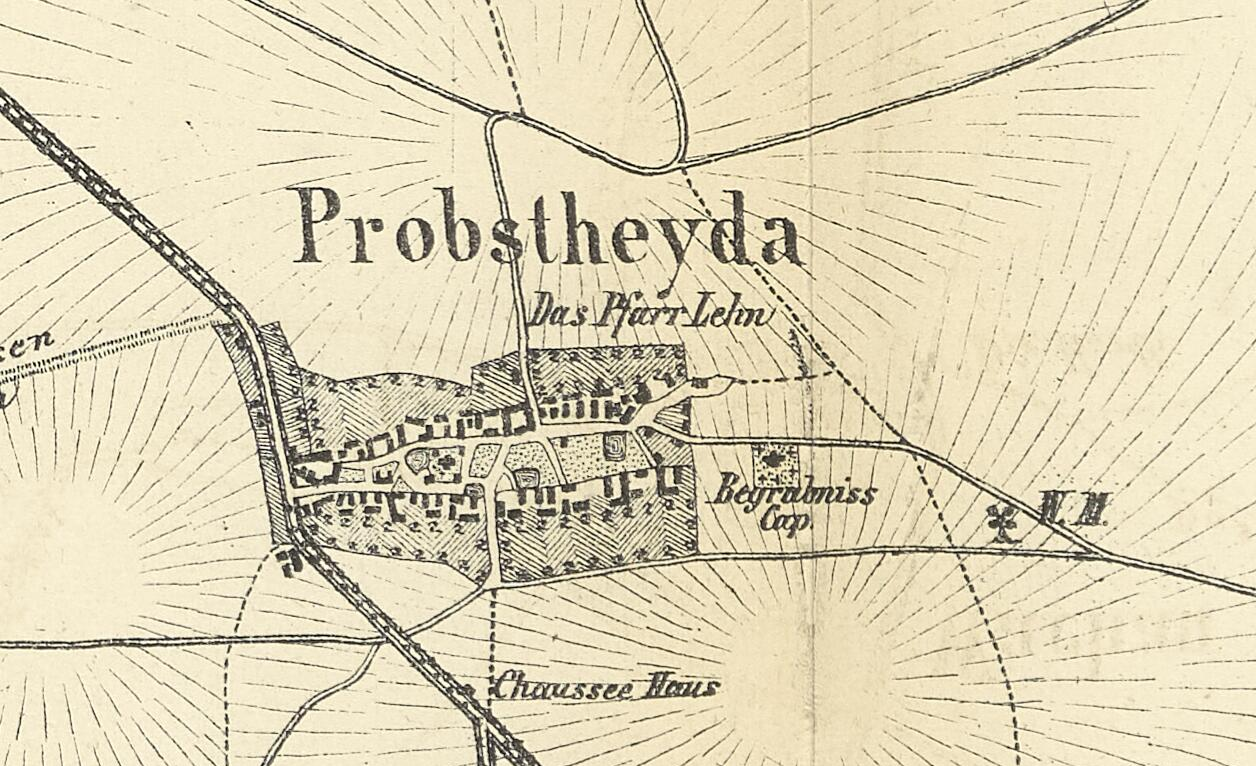
Probstheida auf einer Karte von 1863

### Als Dorf

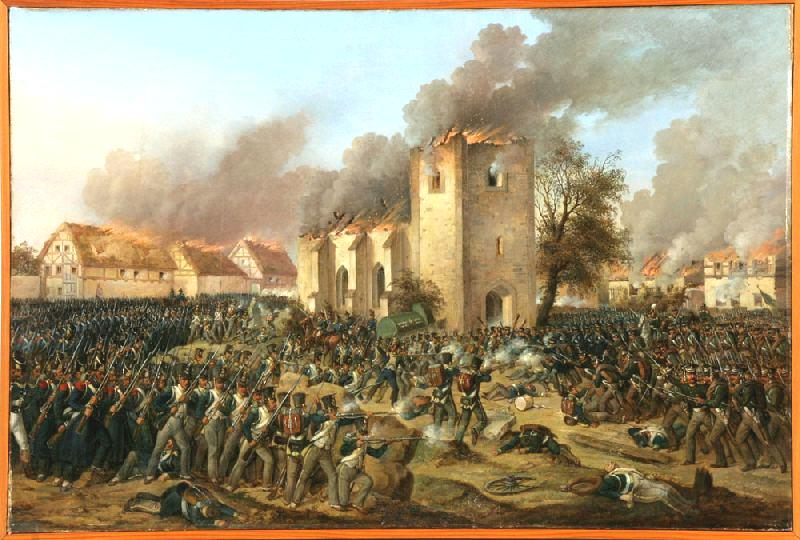
Brennende Kirche Probstheida zur Völkerschlacht
(Gemälde „Erstürmung von Probstheida“ von Ernst Wilhelm Straßberger)

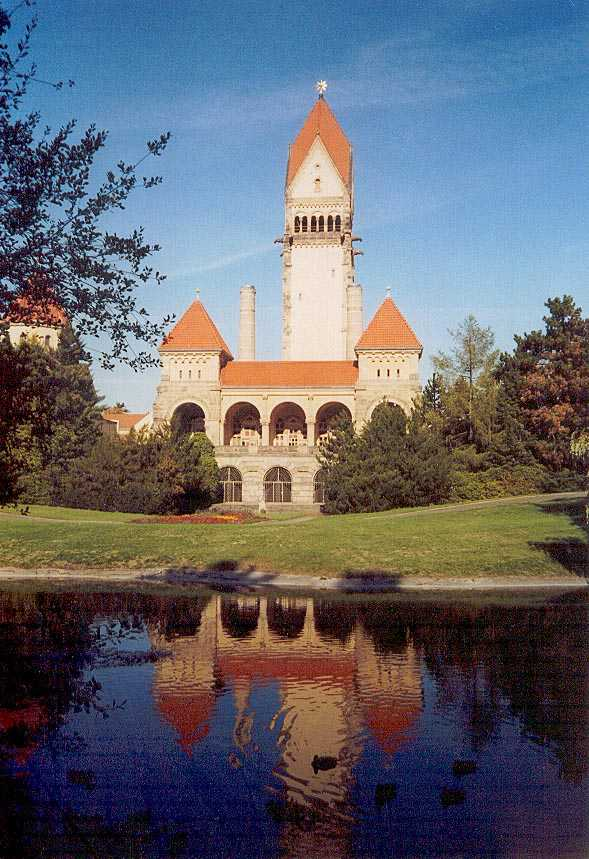
Südfriedhof, Kapellenanlage

Probstheida entstand Ende des 12. Jahrhunderts als Straßenangerdorf. Die damals für die Siedlung gebräuchliche Bezeichnung „Heida“ weist darauf hin, dass es sich um eine Gründung durch flämische Kolonisten auf gerodetem Boden handelte. 1213 übergab Markgraf Dietrich von Meißen einen Teil des Gebiets sowie das 30 Hufen umfassende Dorf an das Leipziger Augustiner-Chorherrenstift, was später zu dem Zusatz Probst führte. Ab 1438 ist die Bezeichnung „Probstheida“ belegt. Sie wurde auch nach der Säkularisation des Klosters und dem 1543 erfolgten Übergang in das Eigentum der Stadt Leipzig beibehalten.
Die Häuser des Dorfes gruppierten sich um einen breiten Anger, auf dem wegen der Wasserknappheit infolge der hohen Lage des Ortes Wasser in einigen Teichen gespeichert wurde. Die sich nach außen anschließenden Gärten waren gegen die Felder mit Lehmmauern abgeschlossen. Probstheida bestand bis ins 18. Jahrhundert aus etwa 24 Höfen. Zur Probstheidaer Flur waren auch Anteile des wüstgefallenen Dorfes Gorbitz gekommen.
Für Fuhrleute auf der am Dorf vorbeiführenden Fernstraße war Probstheida eine willkommene Ausspanne. 1744 wurde ein Gasthof erbaut, der später ein beliebtes Ausflugsziel für die Leipziger wurde und heute noch als „Brauhaus Napoleon“ betrieben wird.
Besondere Bedeutung erlangte Probstheida im Oktober 1813 als Schlüsselstellung der Franzosen während der Völkerschlacht. Das Dorf wurde mehrfach von preußisch-russischen Truppen unter großen Verlusten gestürmt, ohne dass eine Einnahme erfolgte. Erst nach der Eroberung von Paunsdorf und Schönefeld durch die Verbündeten musste Probstheida aufgegeben werden. Bei ihrem Abzug steckten die französischen Soldaten das durch die Kämpfe bereits zerstörte Dorf in Brand. Mit Hilfe von Spendenaktionen konnten die Kirche und die Gebäude des Dorfes wieder errichtet werden. 1818 wurde die wieder neu aufgebaute Immanuelkirche Probstheida geweiht, 1821 erhielt sie Glocken und 1825 eine Orgel. Bis 1840 konnten 18 Gebäude des Dorfes wiederhergestellt werden. 1856 entstand eine Ziegelei. Probstheida lag bis 1856 im kursächsischen bzw. königlich-sächsischen Kreisamt Leipzig. Ab 1856 gehörte der Ort zum Gerichtsamt Leipzig II und ab 1875 zur Amtshauptmannschaft Leipzig.
Während Probstheida zunächst den dörflichen Charakter behielt, entstanden auf seiner Flur Einrichtungen für die benachbarte Stadt Leipzig. 1865 wurde an der nördlichen Grenze mit einem Hochreservoir der Bau des Wasserwerkes begonnen, der 1907 mit der Errichtung des Wasserturmes einen gewissen Abschluss fand. 1886 wurde der Südfriedhof, der einer der größten Friedhöfe Deutschlands wurde, eröffnet. 1898 begann der Bau des Völkerschlachtdenkmals, ebenfalls auf Probstheidaer Flur.
Um die Jahrhundertwende (19./20. Jhrdt.) nahmen die handel- und gewerbetreibenden Kleinunternehmer zu, durch den Südfriedhof insbesondere Gärtner, Blumenhändler, Steinmetze und Bildhauer. Aber auch Zigarrenhersteller und Drucker waren vertreten. In der Druckerei von Hermann Rau ließ Lenin 1900 die erste Nummer der revolutionären Zeitung Iskra drucken. 1956 wurde deshalb hier eine „Iskra-Gedenkstätte“ eröffnet.
1887 wurde mit dem Bau einer Schule in der Nieritzstraße die zu klein gewordene Sieben-Klassen-Schule von 1878 ersetzt, in der fortan die Polizei-Wache residierte. An der Preußenstraße entstanden Mietshäuser für Arbeiter und Angestellte, womit sich die Sozialstruktur des einstigen Bauerndorfes weiter veränderte. Die Pendler nach Leipzig konnten ab dem 20. Dezember 1900 die elektrische Straßenbahn benutzen, die auch ein Depot in Probstheida erhielt. 1897 erfolgte der Anschluss an die Gasversorgung Leipzigs, 1907 die Anbindung an das Leipziger Wassernetz.
Am 13. September 1909 bat der Rat der Gemeinde Probstheida den Rat der Stadt Leipzig um die Eingemeindung, die am 1. Januar 1910 vollzogen wurde. Die Einwohnerzahl Probstheidas betrug zum Zeitpunkt der Eingemeindung 2090 und hatte sich seit 1871 (693 Einwohner) mehr als verdreifacht.

Nach der Völkerschlacht neu errichtete Kirche (um 1850)
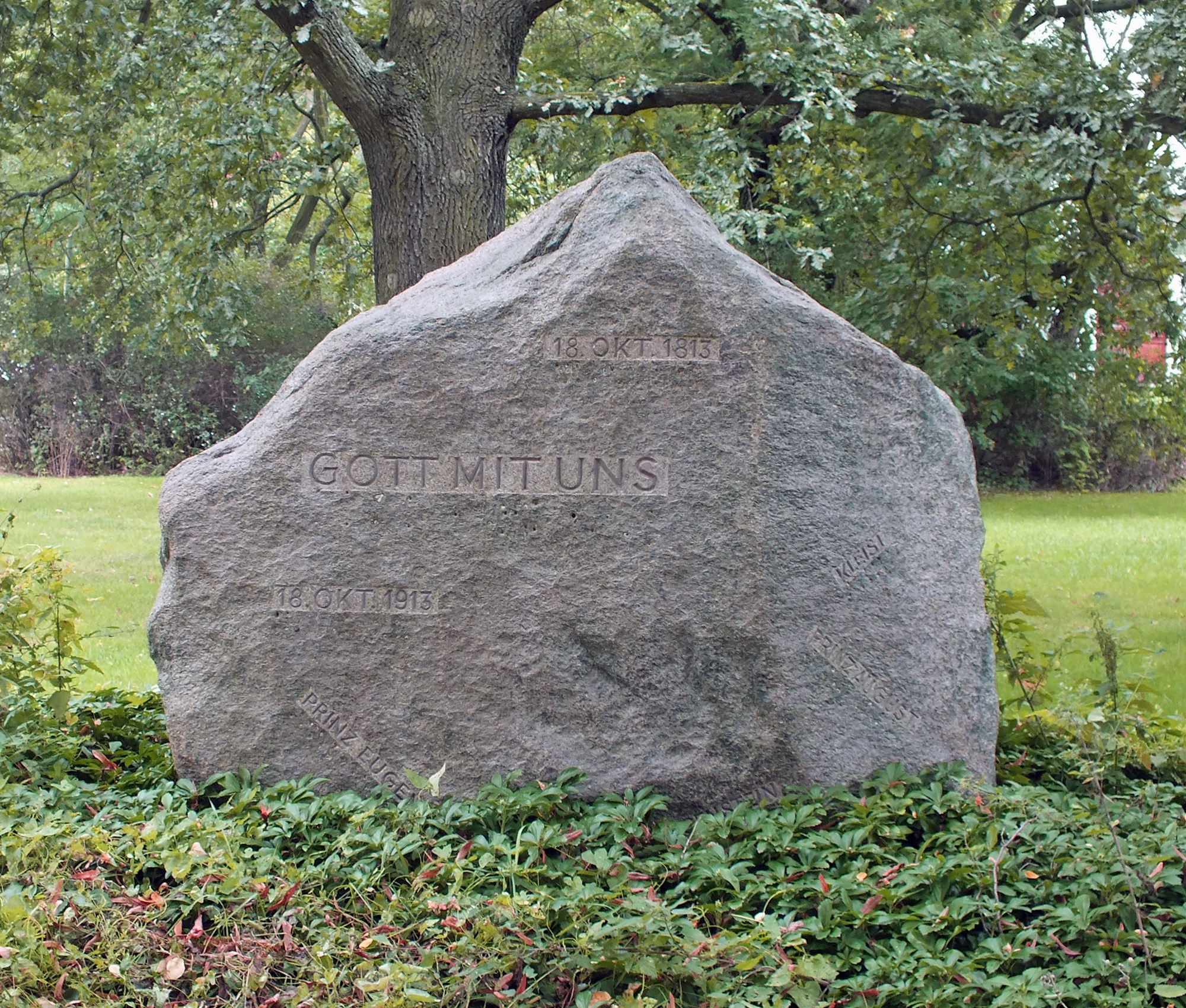
Gedenkstein für die Völkerschlacht in der Russenstraße
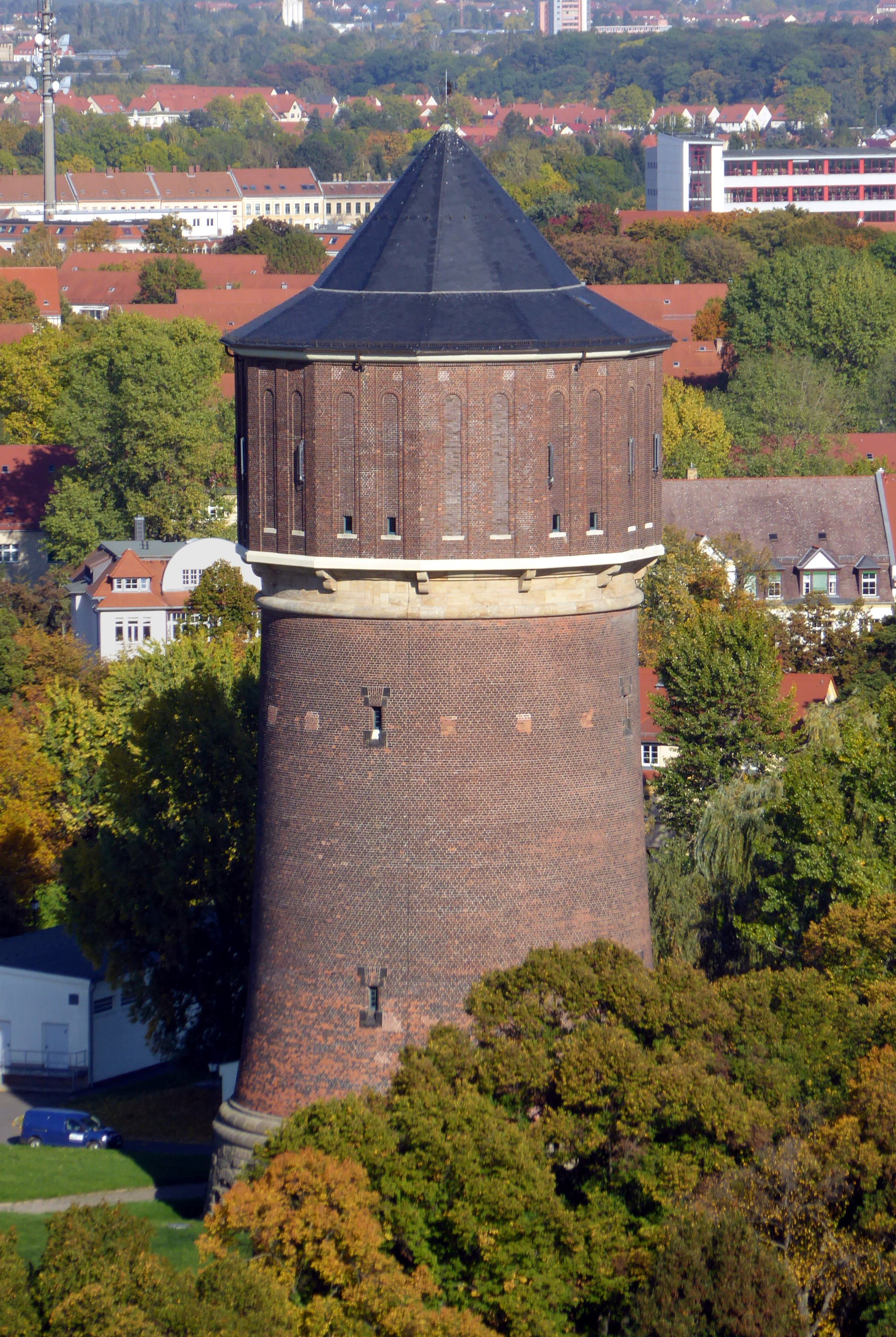
Wasserturm, 1906/07 errichtet
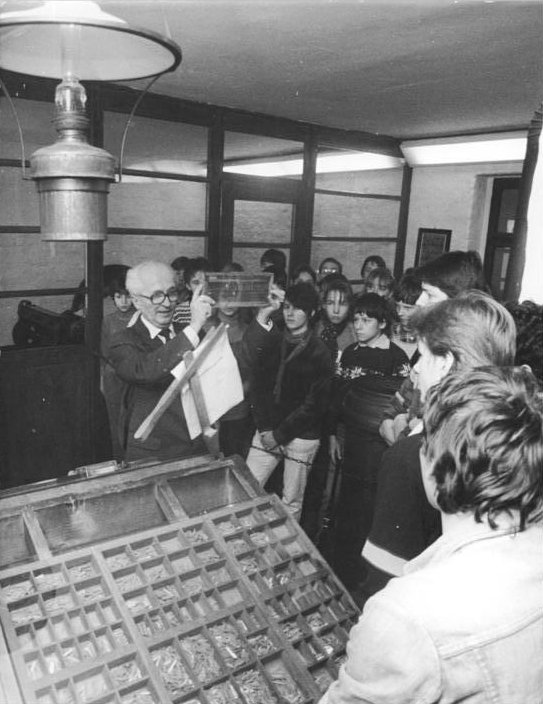
Iskra-Gedenkstätte (1985)

### Als Stadtteil

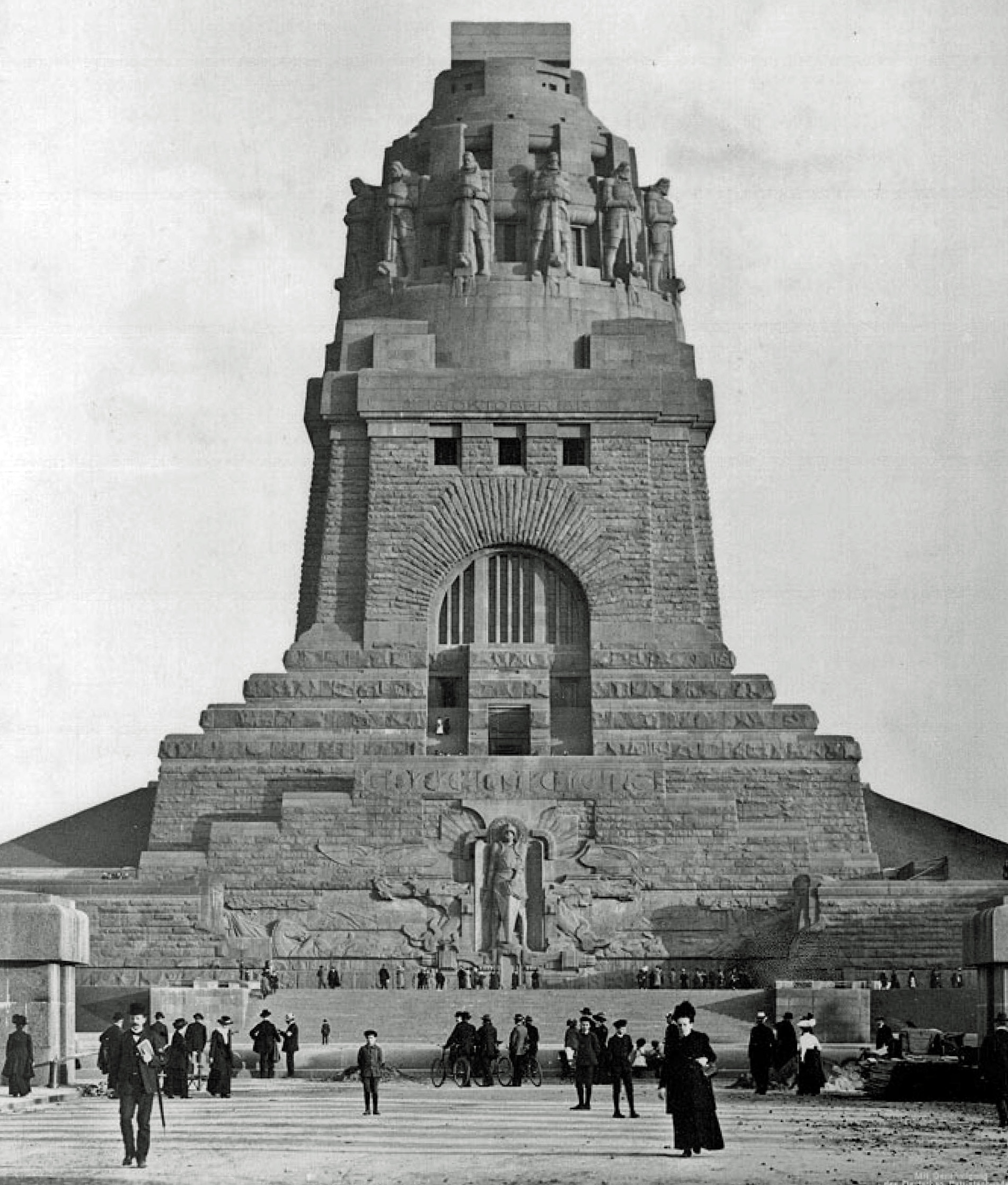
Völkerschlachtdenkmal (1913)

Nach 15-jähriger Bauzeit wurde 1913 anlässlich der 100-Jahr-Feier der Völkerschlacht das Völkerschlachtdenkmal eingeweiht. Nach Ende des Ersten Weltkriegs setzte in Probstheida eine rege Bautätigkeit ein. Insbesondere südlich des alten Dorfkerns entstand zwischen der jetzigen Prager Straße und der Crednerstraße nach Plänen des Architekten Carl James Bühring ein großer Wohnkomplex in halboffener Bauweise: zwei- bis viergeschossige Wohngebäude umschließen große Höfe mit viel Grün. Im Winkel zwischen Prager und Chemnitzer Straße begann der Bau von Eigenheimen. Diese Siedlung wurde später auch Neuheida genannt.
Der bis dahin dreimalige deutsche Fußballmeister VfB Leipzig errichtete von 1920 bis 1922 auf Probstheidaer Flur ein Stadion, das Probstheidaer Stadion. Es war mit 40.000 Zuschauern zu dieser Zeit das größte vereinseigene Stadion Deutschlands. Der Zuschauerdamm war als Graswall ausgelegt. 1932 wurde die überdachte Holztribüne vergrößert, die jetzt noch funktionstüchtig ist. 1949 erhielt die Anlage den Namen Bruno-Plache-Stadion. Heute spielt hier der 1. FC Lokomotive Leipzig bei einer aus Sicherheitsgründen auf maximal 7000 reduzierten Zuschauerzahl.
Von 1927 bis 1929 erbaute der bereits 1909 von der Freimaurerloge Balduin zur Linde gegründete Verein „Humanitas“ westlich der Preußenstraße ein „Heim für gebrechliche Kinder“. Ab 1949 wurde das Humanitas-Haus zur Städtischen Klinik für Orthopädie und Rehabilitation „Dr. Georg Sacke“ umstrukturiert, 1993 fusionierte die Klinik mit dem Park-Krankenhaus. 1990 gründete sich der Humanitas-Verein neu und betreibt jetzt hier Wohnheime für körper- und mehrfachbehinderte Erwachsene sowie körperbehinderte Kinder und Jugendliche.
Im Zweiten Weltkrieg blieb Probstheida von Bombenangriffen weitgehend verschont. Nur wenige Gebäude wurden zerstört oder beschädigt.
Als einziger staatlicher Wohnungsbau während der Zeit der DDR wurde 1966–1968 in der heutigen Lene-Voigt-Straße 2–8 ein zehngeschossiges Mittelgang-Wohnhaus mit 800 Wohnungen errichtet, das mit über 330 Metern noch heute als das längste auf voller Länge durchgehbare Wohngebäude Deutschlands gilt und im Volksmund als Lange Lene bezeichnet wird. 1970 wohnte darin etwa ein Drittel der Bevölkerung Probstheidas.

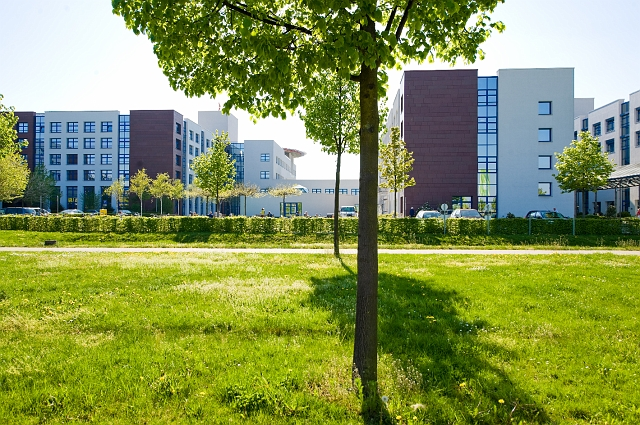
Park-Krankenhaus (2009)

Nach der Wende setzte auf Probstheidaer Gebiet eine rege Bautätigkeit ein. Südlich und südöstlich des alten Dorfkerns entstanden an der Strümpellstraße und an der neu angelegten Franzosenallee ausgedehnte Siedlungsgebiete mit Ein- und Mehrfamilienhäusern. Das führte dazu, dass bei nahezu stagnierender Einwohnerzahl der Stadt Leipzig seit 1991 die Einwohnerzahl Probstheidas um mehr als 50 Prozent gestiegen ist.
Östlich des Dorfkerns etablierte sich ein aus mehreren Großgebäuden bestehender Krankenhauskomplex. 1994 wurde das Herzzentrum Leipzig eröffnet, 1997 die Soteria-Klinik zur Behandlung von Suchtkrankheiten und 2002 das Parkkrankenhaus nach dem Umzug aus seinem Gelände in Dösen. An der Prager Straße/Ecke Bockstraße entstand 2001 ein Seniorenheim mit 180 Plätzen.
2009 bis 2011 wurde die Prager Straße im Bereich Probstheida von Grund auf vierspurig ausgebaut.
In dem an der Prager Straße gelegenen Park an der Etzoldschen Sandgrube, wo die Trümmer der 1968 gesprengten Universitätskirche und weiterer Bauten vergraben sind, wurde 2011 ein Gedenkort errichtet. Die Kirchensprengung hat einen weiteren Bezug zu Probstheida. Der damalige Probstheidaer Pfarrer Hans-Georg Rausch war der Einzige, der in der Stadtverordnetenversammlung gegen die Sprengung stimmte. Etwas zweifelhaft wurde diese Abstimmung, als er nach der Wende als Inoffizieller Mitarbeiter der Stasi enttarnt wurde.

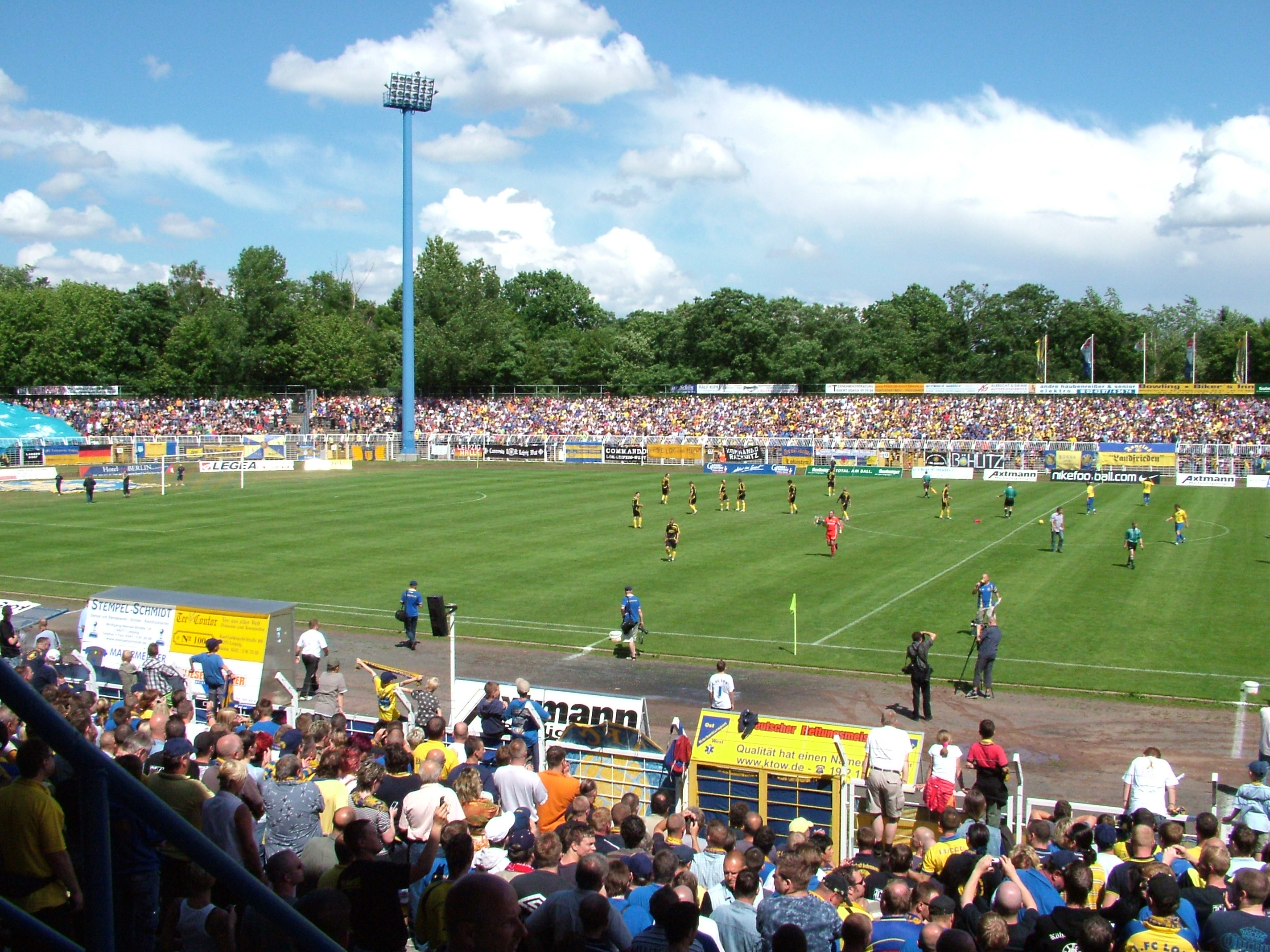
Bruno-Plache-Stadion
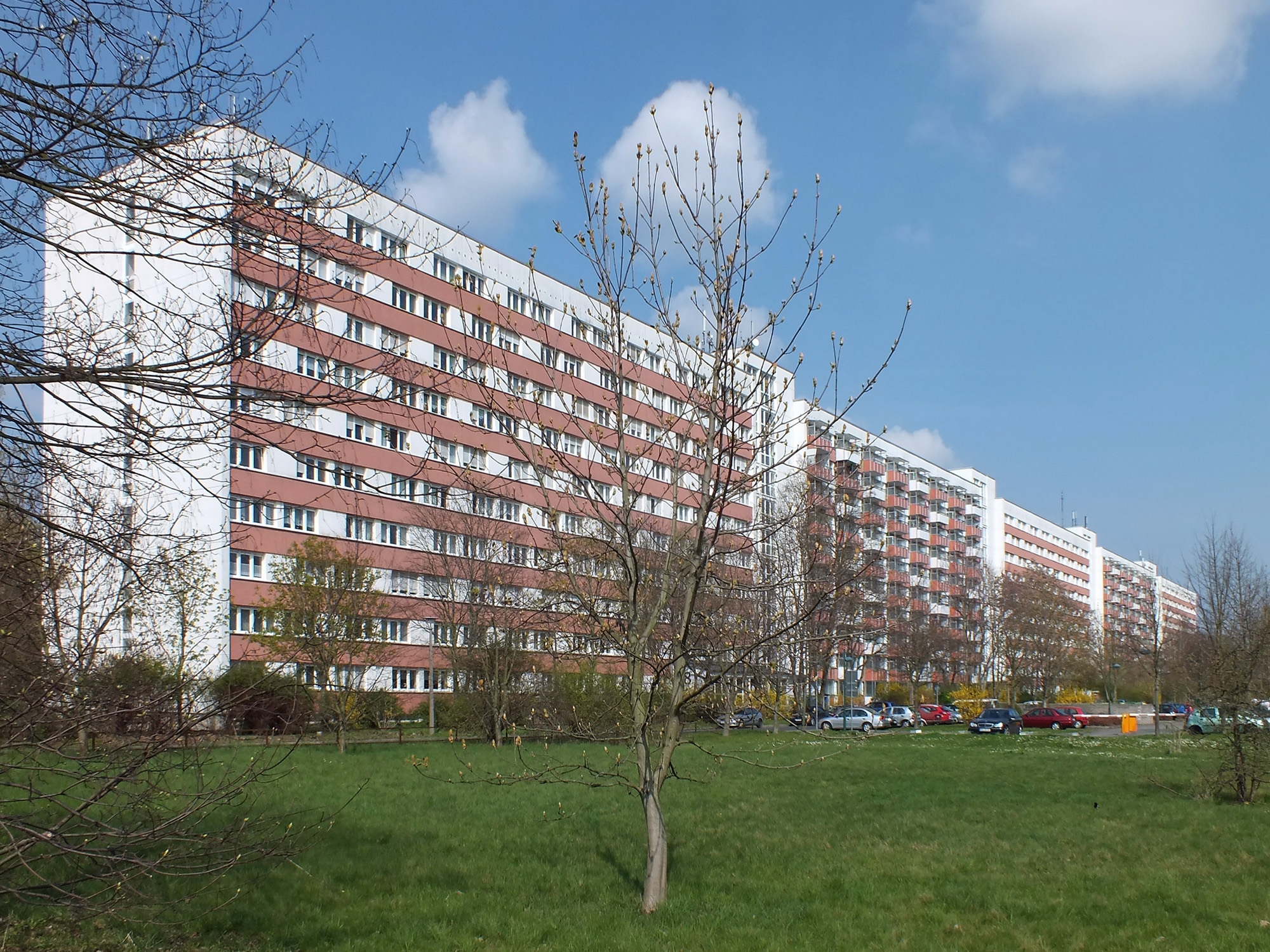
Längstes Wohnhaus Deutschlands
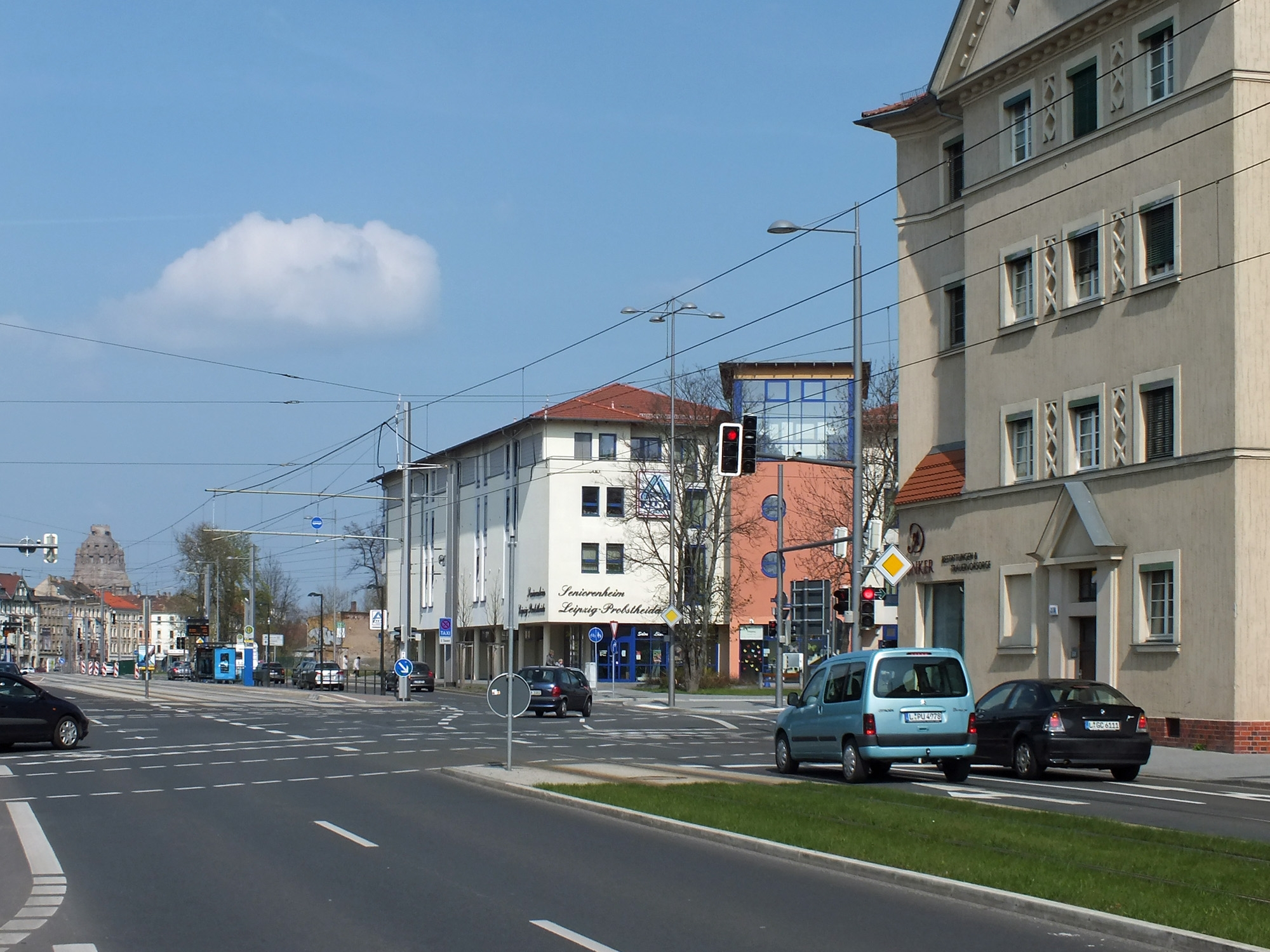
Prager Straße/Ecke Chemnitzer Straße
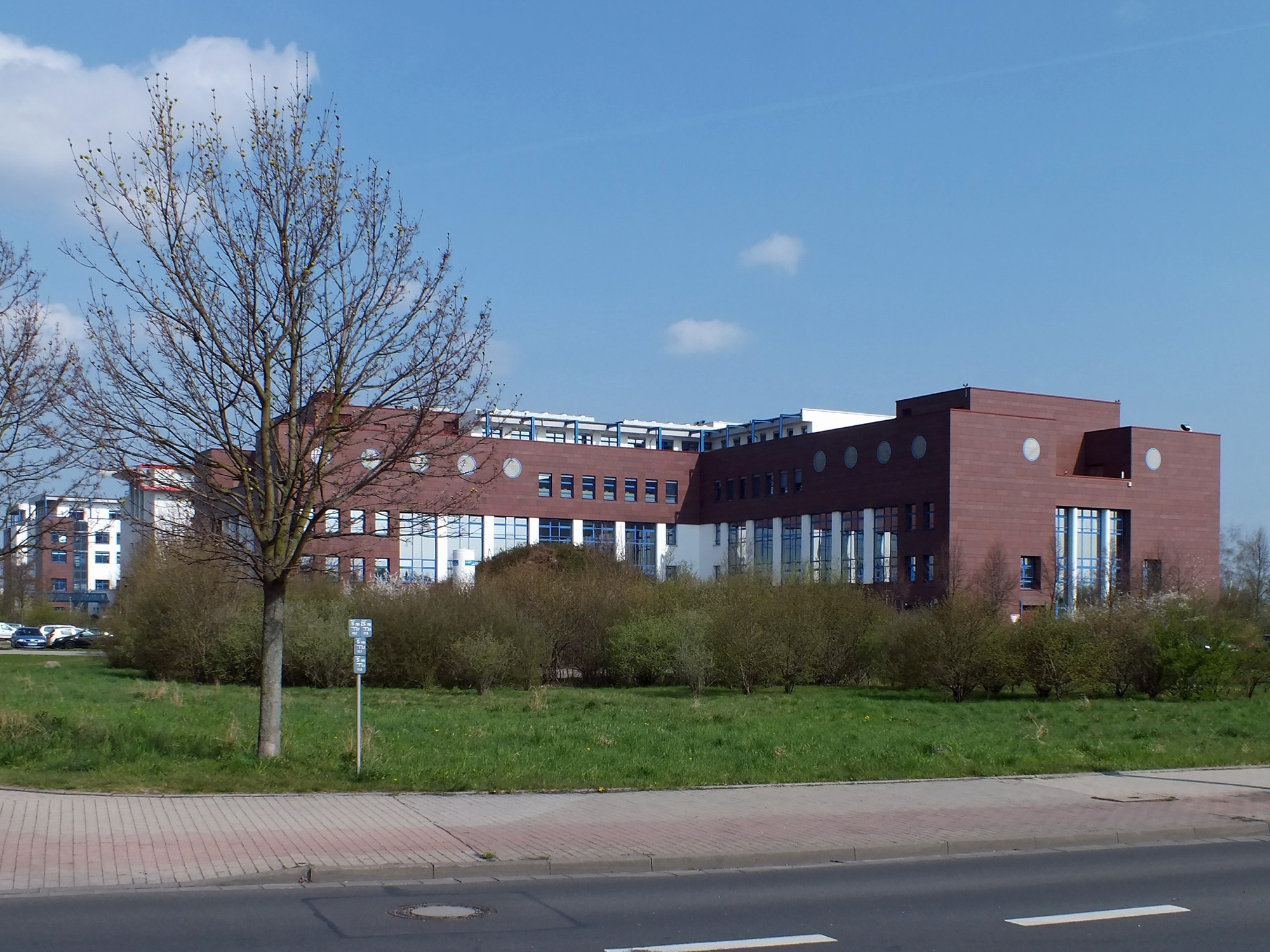
Herzzentrum
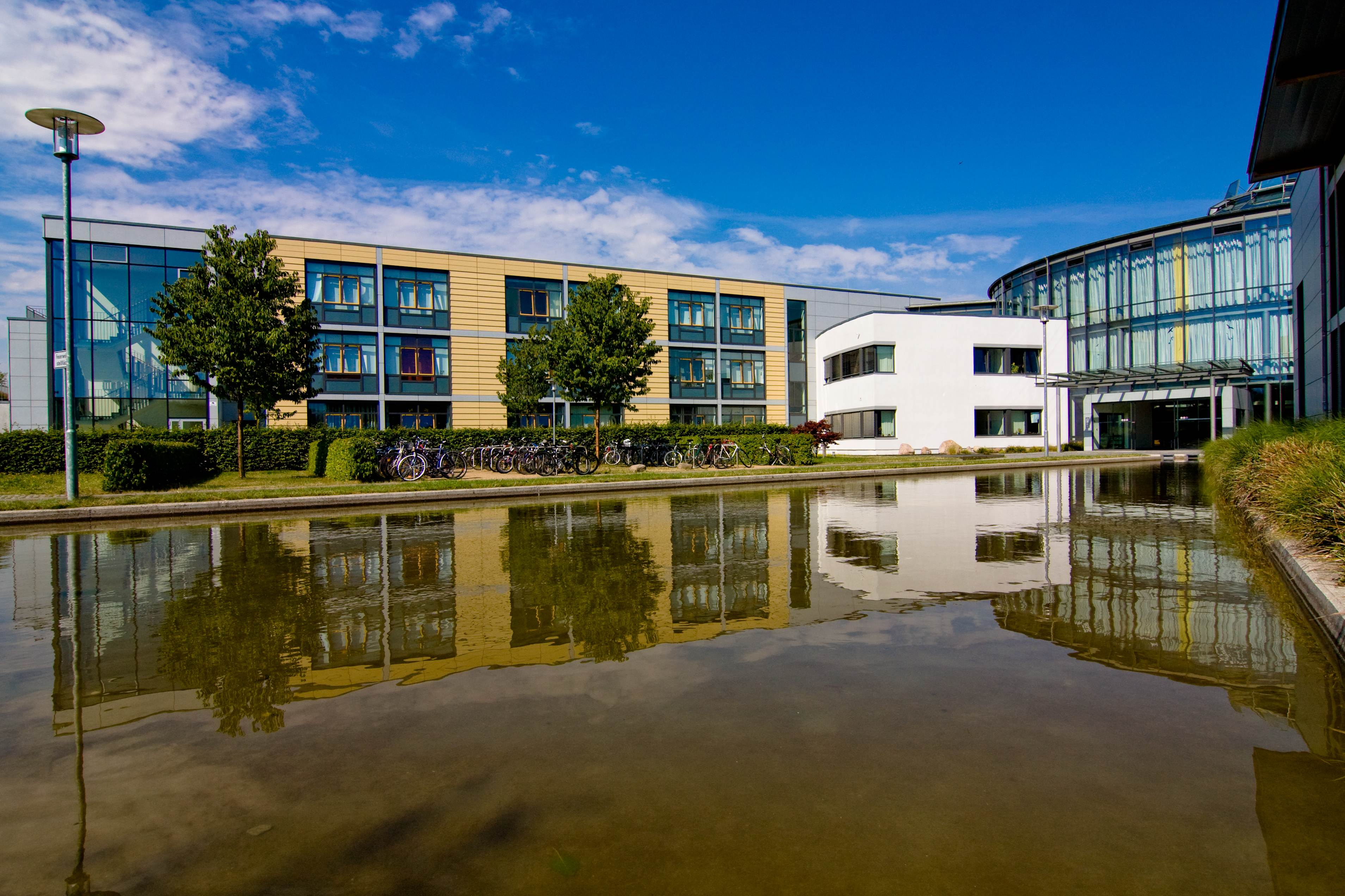
Psychiatrische Kliniken des Park-Krankenhauses
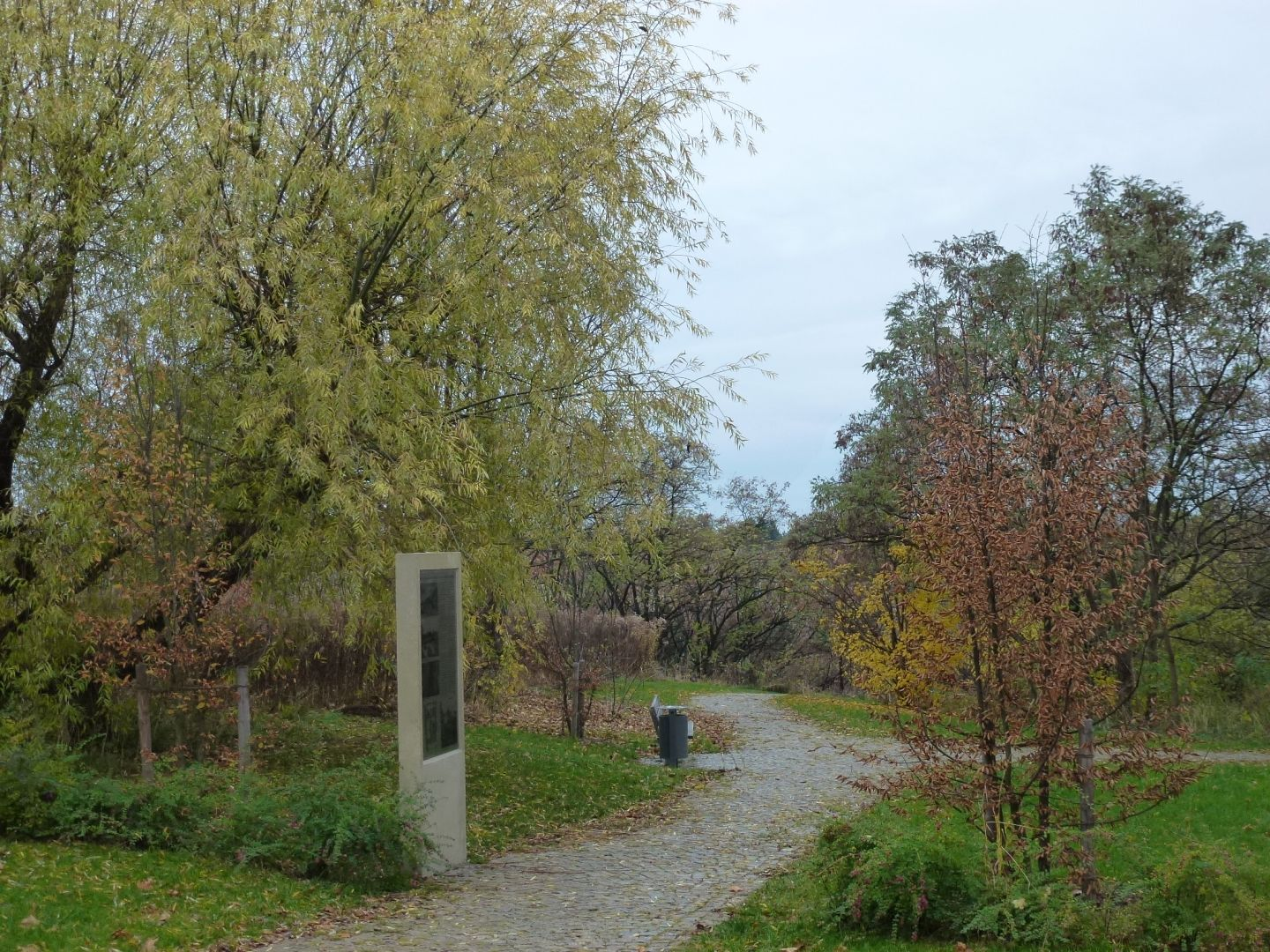
Informationstafel zur Zerstörung der Paulinerkirche

## Bevölkerung
| Jahr | Einwohner |
| ---- | --------- |
| 2000 | 4.813     |
| 2005 | 5.734     |
| 2010 | 5.722     |
| 2015 | 6.315     |
| 2020 | 6.695     |
| 2024 | 7.168     |

Stand: 31.12. des jeweiligen Jahres

## Politik
Bei den Wahlen zum Sächsischen Landtag gehört Probstheida zum Wahlkreis Leipzig 4, bei Bundestagswahlen zum Bundestagswahlkreis Leipzig II (Wahlkreis 153).
Die Bundestagswahl 2021 führte bei einer Wahlbeteiligung von 78,1 % zu folgendem Zweitstimmenergebnis:
| Partei                | Probstheida | Stadt Leipzig |
| --------------------- | ----------- | ------------- |
| SPD                   | 26,5 %      | 20,9 %        |
| CDU                   | 19,3 %      | 14,0 %        |
| AfD                   | 16,4 %      | 13,3 %        |
| FDP                   | 10,2 %      | 10,1 %        |
| Bündnis 90/Die Grünen | 09,9 %      | 18,5 %        |
| Die Linke             | 09,3 %      | 13,7 %        |
| Sonstige              | 08,4 %      | 09,5 %        |

## Sehenswürdigkeiten
- Immanuelkirche, 1213 errichtet, während der Völkerschlacht niedergebrannt, 1818 im Stil des Klassizismus neu erbaut
- Napoleonstein, Denkmal zur Erinnerung an die Völkerschlacht
- Marienquelle, Quellfassung einer ehemaligen Quelle

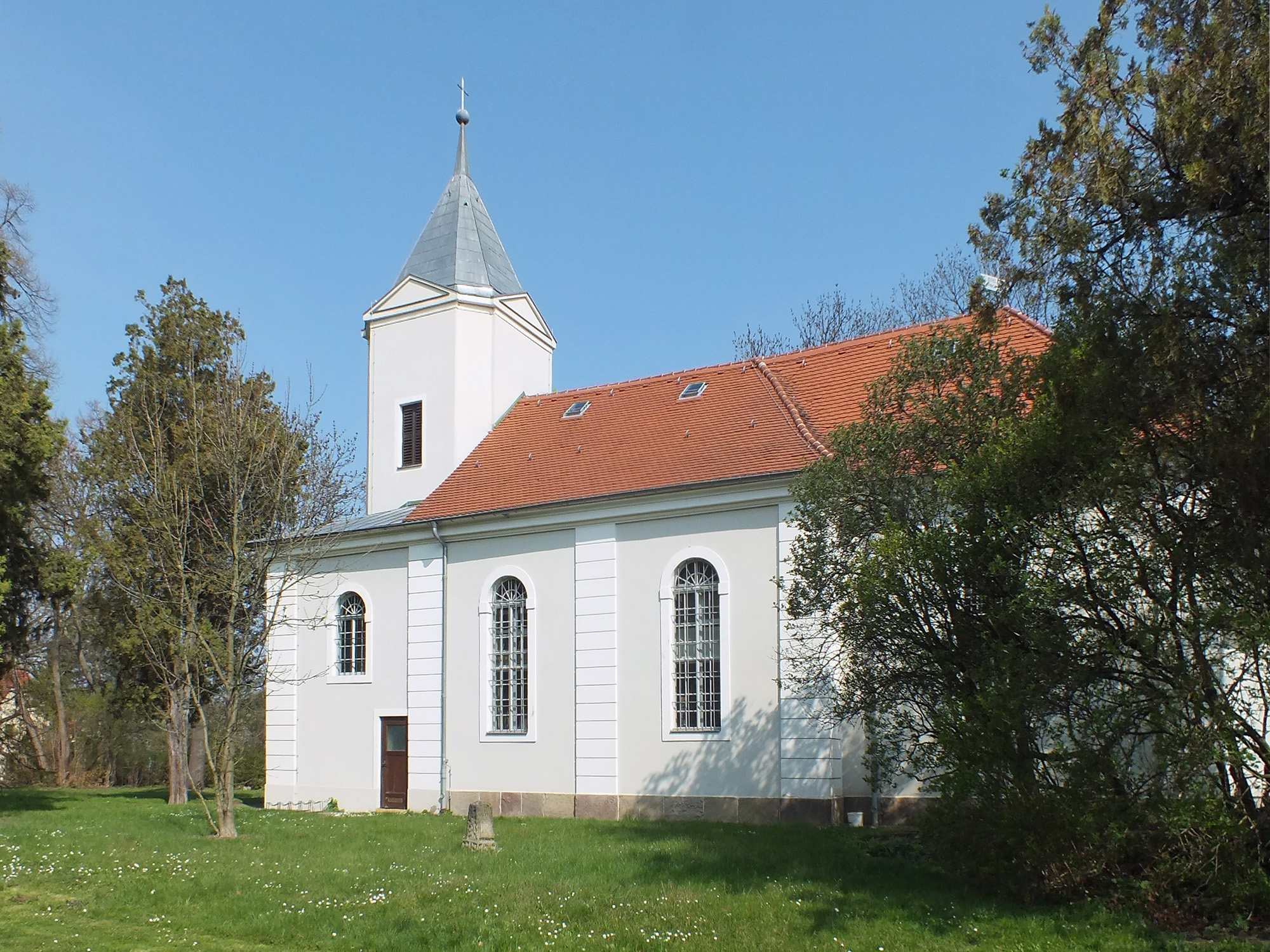
Immanuelkirche
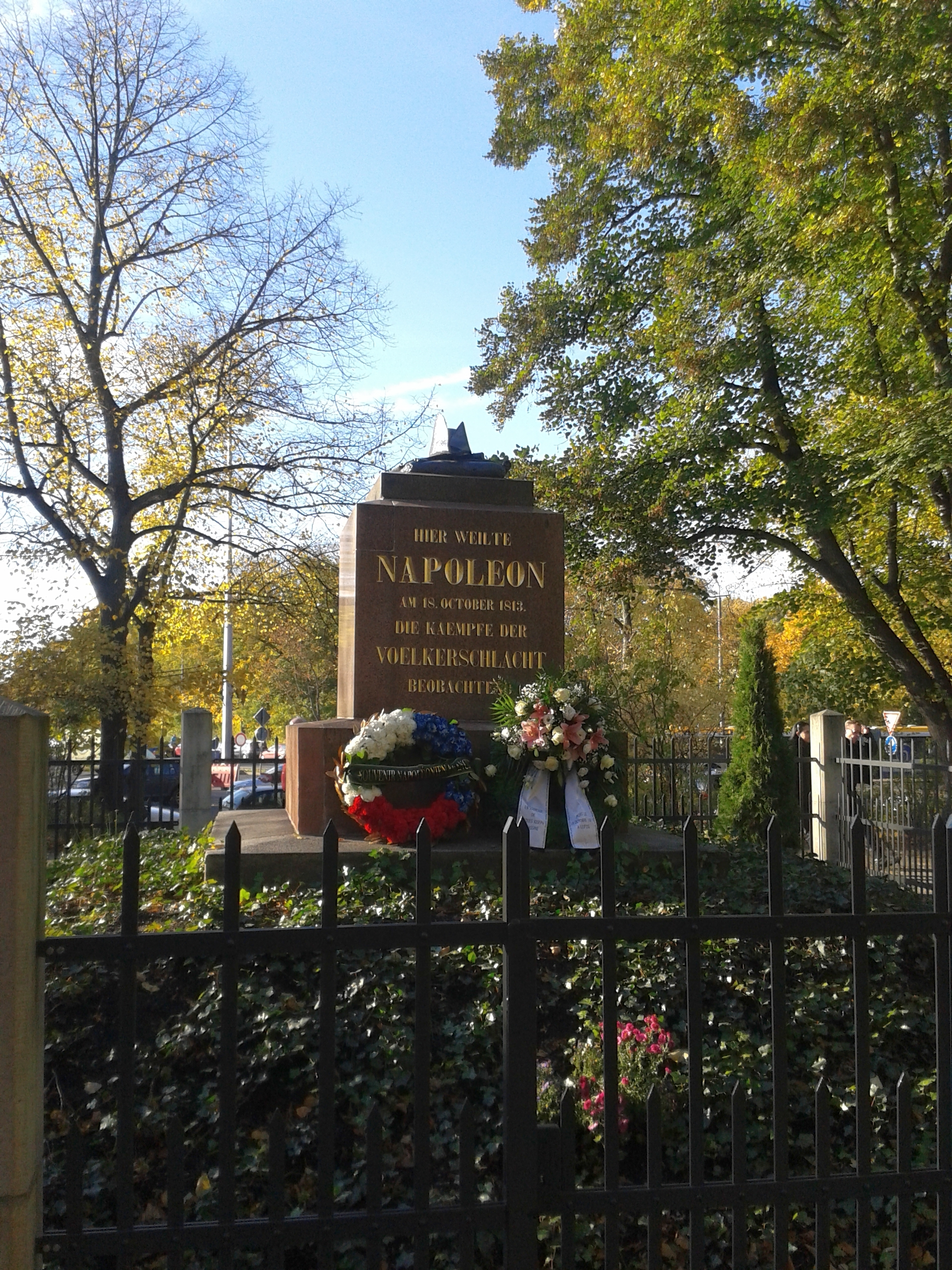
Napoleonstein
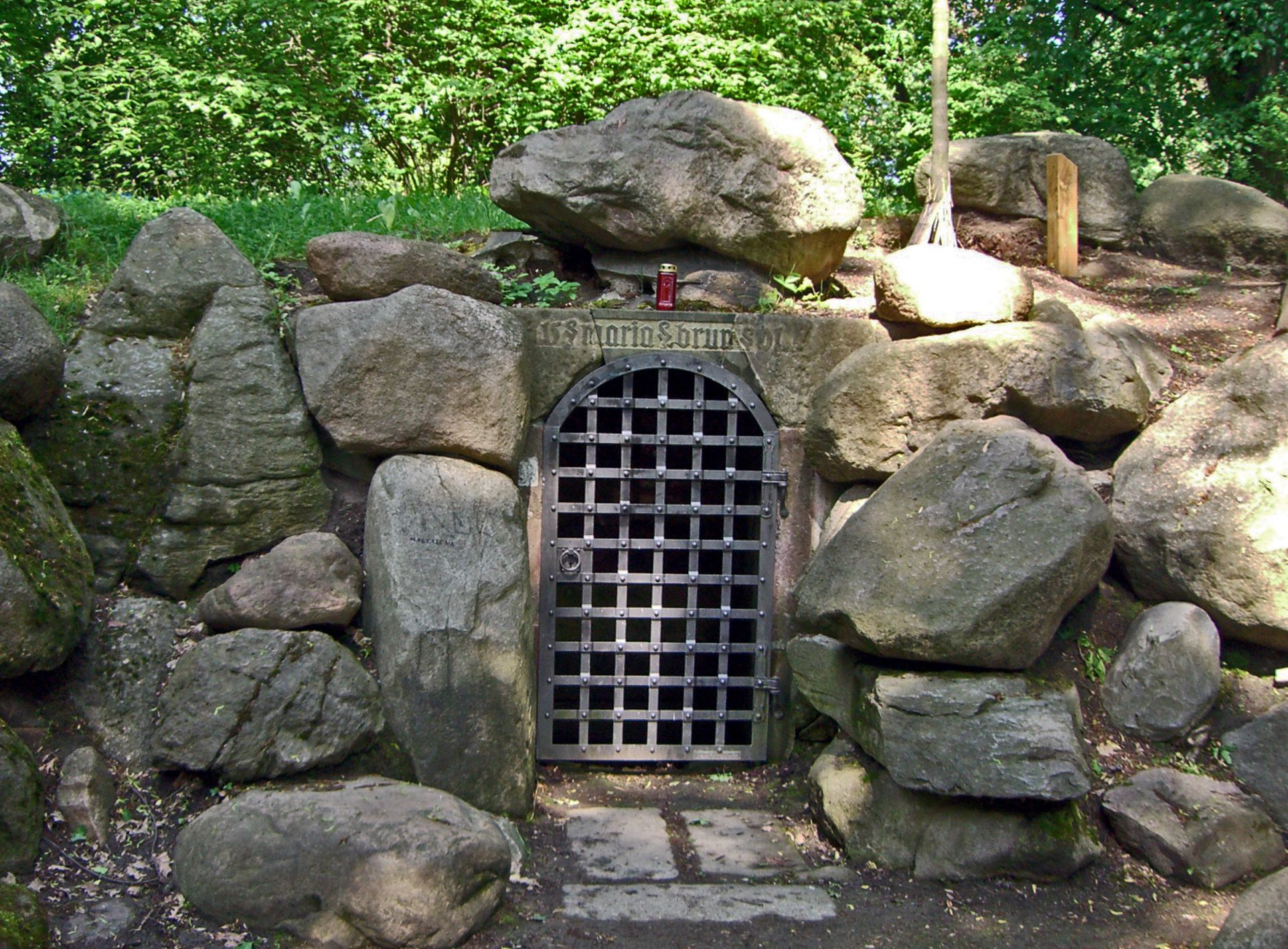
Marienquelle

## Infrastruktur

### Schulen
- Johannes-Hegenbarth-Schule (Grundschule), Thierschstraße 5[9]
- Schule Höltystraße (Oberschule), Höltystraße 51[10]
- Berufliches Schulzentrum 1, Crednerstraße 1[11]
- Dr.-Georg-Sacke-Schule (Klinik- und Krankenhausschule), Morawitzstraße 2[12]

### Gesundheitswesen
- Herzzentrum Leipzig, Strümpellstraße 39
- Helios Park-Klinikum Leipzig, Strümpellstraße 41

### Sport
- Bruno-Plache-Stadion, Spielstätte des 1. FC Lokomotive Leipzig.

## Persönlichkeiten
- Friedrich Simon Loeffler (1669–1748), Pfarrer in Probstheida
- Erich Fürchtegott Heeger (1907–1959), Pflanzenbauwissenschaftler, Leiter einer  Sortenregisterstelle in Probstheida
- Hugo Breitenborn (1894–1945), Politiker (KPD), Widerstandskämpfer gegen den Nationalsozialismus, in Probstheida geboren
- Gerhard Kurt Müller (1926–2019), Maler und Grafiker, in Probstheida geboren